# Queiskreis
Der Queiskreis ist eine historische Landschaft im Südosten der Oberlausitz. 1815 fiel das Gebiet an die Provinz Schlesien, und nach dem Zweiten Weltkrieg wurde es 1945 durch das Potsdamer Abkommen unter polnische Verwaltung gestellt.

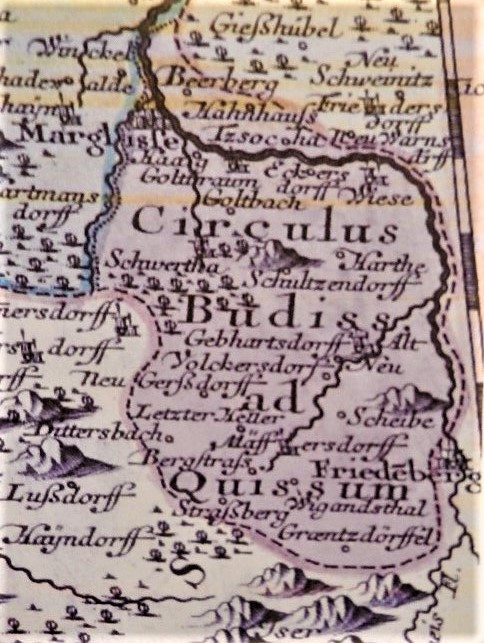
Queiskreis „Circulus Budissinus ad Quissum“. Karte von Matthäus Seutter 1730–60

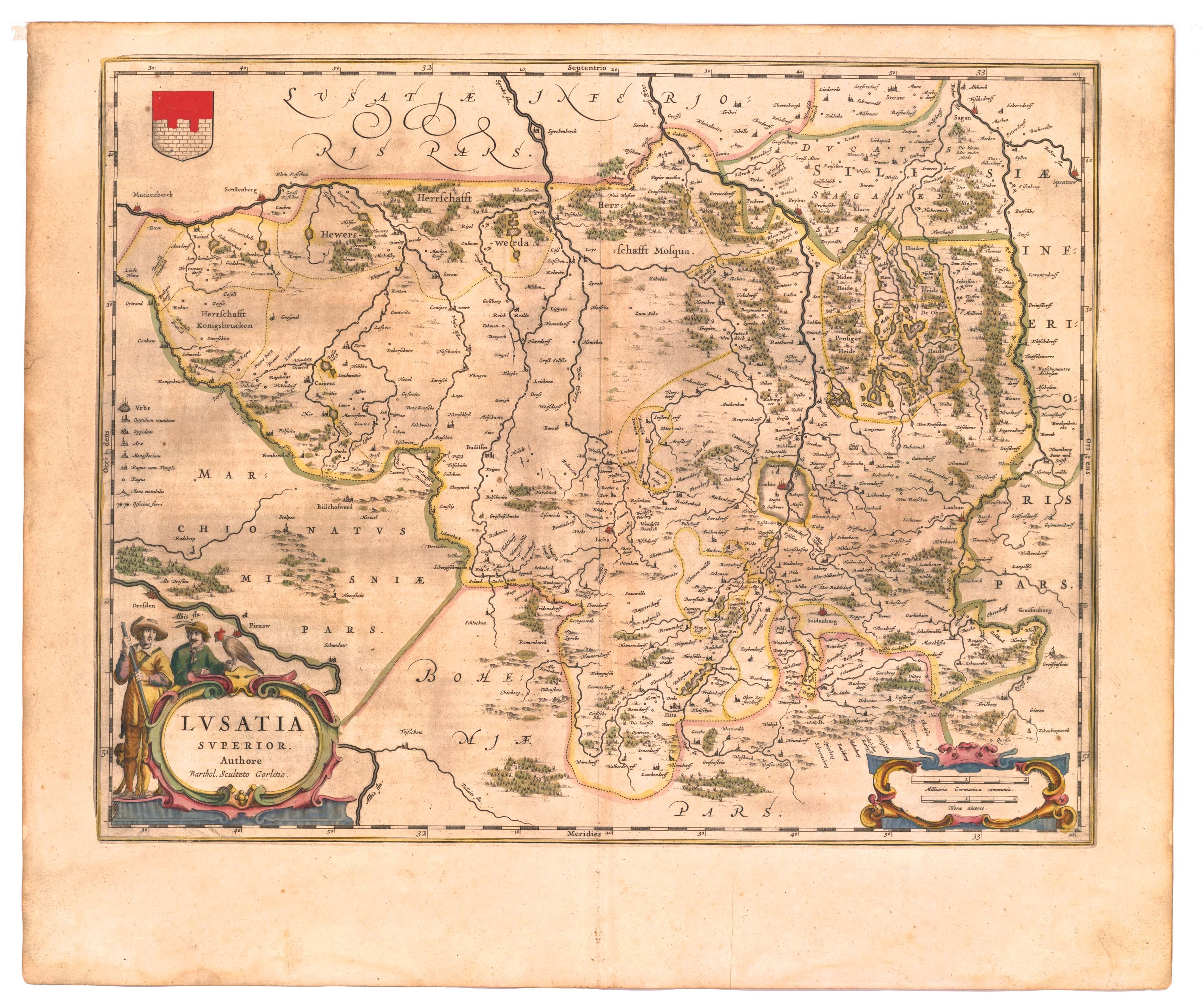
Lausitz 1645, Queiskreis untere rechte Darstellung der Lausitz

## Geographie
Der Queiskreis, der ungefähr die Form eines Dreiecks hatte und etwa 100 km² groß war, bildete den südöstlichen Zipfel der Oberlausitz, mit der er durch einen schmalen Landstrich verbunden war. Der Nordosten bis unterhalb Marklissa war vom Queis begrenzt, der zugleich die Grenze gegenüber Schlesien bildete. Im Südwesten des Queiskreises verlief im Isergebirge die böhmisch-lausitzsche Grenze und der Süden war von der 1123 m hohen Tafelfichte begrenzt. Im Laufe der Zeit ergaben sich zwei geographische Abweichungen:
- Ab 1346 wurde das links des Queis liegende Friedeberg zum Herzogtum Schweidnitz-Jauer gerechnet, das rechts des Queis lag und ab 1368 ein böhmisches Erbfürstentum war.
- Nachdem das zunächst zu Schlesien gehörende, rechts des Queis liegende Friedersdorf 1427 vom kaiserlichen Rat Hartung von Klüx erworben wurde, der es mit seiner Herrschaft Tzschocha verband, wurde es zum Queiskreis gerechnet, zu dem es ab 1544 auch amtlich gehörte. Durch den Verkauf an Johann Ernst von Warnsdorf 1651 wurde es zwar von der Herrschaft Tzschocha gelöst, nicht jedoch vom Queiskreis.

## Geschichte
Der Queiskreis gehörte bis 1158 zum meißnischen und danach zum böhmischen Gau Zagost. Seine Sonderstellung ergab sich dadurch,
- dass das Gebiet nicht in die umliegenden Weichbilde eingegliedert war,
- die Grundherren unmittelbar dem Lehnhof und dem Hofgericht in Bautzen unterstellt waren, weshalb er auch als „Budissiner Queiskreis“ bezeichnet wurde.
- Außerdem gehörte das Gebiet kirchlich – mit Ausnahme von Marklissa – bis 1307 zu Seidenberg, das dem Bistum Meißen eingegliedert war.

Nach dem Aussterben der Askanier 1319 gelangte der Queiskreis zusammen mit dem Land Görlitz, das aus den Weichbilden Görlitz, Lauban und dem Queiskreis gebildet und 1377 zum Herzogtum Görlitz erhoben wurde, an Herzog Heinrich I. von Jauer. Nach dessen Tod 1346 fiel der Queiskreis durch Heimfall als erledigtes Lehen wiederum an die Krone Böhmen. Da Herzog Heinrich I. mit Agnes, einer Tochter des böhmischen Königs Wenzel II., verheiratet war und das Herzogtum Schweidnitz-Jauer nach dem Tod des Herzogs Bolko II. 1368 erbrechtlich ebenfalls an Böhmen fiel, verlor der Queiskreis seine strategische Bedeutung.
Verwaltungsmäßig war der Queiskreis in drei Bezirke geteilt, deren Grenzen von den Burgen Lesne, Schwerta und Tzschocha bestimmt wurden. Erst 1592 kam es zu einer Veränderung der Grenzen, als der Burgbezirk Schwerta nach dem Erlöschen des dortigen Familienzweigs der Uechtritz dreigeteilt wurde.
Nach dem Prager Frieden fiel der Queiskreis zusammen mit der Oberlausitz 1635 an das evangelische Kurfürstentum Sachsen. Dadurch wurde er zu einem Einwanderungsgebiet für Glaubensflüchtlinge aus Böhmen und Schlesien. Sie wandten sich vor allem der Leinenherstellung zu und gründeten ab 1650 zahlreiche neue Siedlungen, u. a. die Städtchen Goldentraum und Wigandsthal, die Dörfer Neu Gebhardsdorf, Estherwalde und Augustenthal. Den evangelischen Gutsherren von Uechtritz und von Gersdorf ist es zu verdanken, dass zahlreiche vertriebene Exulanten eine Bleibe fanden. Ein gut dokumentiertes Beispiel einer Exulantenflucht ist die der Untertanen aus Rochlitz an der Iser / Rokytnice, unter Führung des Dorfrichters George Gernert und der bewaffneten Unterstützung von Nathaniel Müller. Für die evangelischen Gläubigen aus den schlesischen Grenzgebieten wurden in Friedersdorf und Nieder Wiesa bei Greiffenberg Grenzkirchen und in Marklissa, Rengersdorf, Ober Wiesa und Gebhardsdorf Zufluchtskirchen errichtet.
Nach dem Wiener Kongress 1815 fiel die Ostoberlausitz einschließlich Lauban und dem Queiskreis an Preußen. Das Gebiet wurde der Provinz Schlesien eingegliedert, mit der es seine weitere Geschichte teilte. Als Folge des Zweiten Weltkriegs fiel das Gebiet 1945 an Polen.

## Orte im Queiskreis
Mit * markierte Orte wurden für Exulanten gegründet.
| - Augustthal* (1730) - Beerberg - Bergstraße* (1661) - Dittersbach - Eckersdorf - Estherwalde* (1713) - Alt-, Ober-*, Neu-Gebhardsdorf* (1663) - Goldbach - Goldentraum* - Grenzdorf* (1655) - Harthe (Hartha) - Karlsberg* (1660) - Meffersdorf | - Neu Gersdorf* (1687) - Neu Warnsdorf* (1651/60) - Rengersdorf - Scholzendorf* (1660) - Straßberg* (1668) - Alt-Scheibe, Neu-Scheibe - Bad Schwarzbach* (1667) - Schwerta (Schwertburg) - Tzschocha (Burg) - Volkersdorf* (1654) - Wiesa (Wiese) - Wigandsthal |